# Kalendarium historii radiofonii w Polsce
Historia radiofonii w Polsce – kalendarium.

## Wstęp
Pierwsza stała stacja radiofoniczna na świecie zaczęła nadawać w Pittsburghu (USA) w dniu 2 listopada 1920. Pierwsza w Europie odezwała się Moskwa, było to 22 marca 1922. Zanim 18 kwietnia 1926 pojawiła się pierwsza oficjalna stacja radiowa w Polsce Warszawa, w Europie radiofonię wprowadziło już 17 krajów, między innymi Niemcy, gdzie w 1924, we Wrocławiu zaczęła nadawać pierwsza stacja na obecnym terytorium Rzeczypospolitej Polskiej – Schlesische Funkstunde. Rozwój radiofonii w Polsce był opóźniony w stosunku do krajów przodujących w tej dziedzinie. Lata 20. XX wieku, okres powstawania radiofonii w Europie, był dla Polski czasem odbudowy struktur państwowych i gospodarki po ponad stuletniej niewoli i zawieruchach I wojny światowej. Biorąc pod uwagę te fakty, nie było to duże opóźnienie. Swoje radiofonie później od Polski uruchomiły m.in. Rumunia, Portugalia, Bułgaria, Luksemburg, Grecja.

## Zanim powstała polska radiofonia
- 4 listopada 1918 przejęta od zaborców wojskowa stacja radiotelegraficzna w Krakowie nadaje pierwsze radiogramy w języku polskim. Stacja wyposażona była w kompletną aparaturę zamontowaną przez berlińską firmę Lorenz, z nadajnikiem łukowym o mocy 3,5 kW w antenie. Regularną pracę rozpoczęła 8 listopada, oprócz zadań wojskowych zajmując się między innymi nadawaniem komunikatów dla prasy krajowej.
- 19 listopada 1918 – Przejęcie stacji warszawskiej, mieszczącej się w Cytadeli. Już w pierwszym dniu działalności nawiązano łączność z radiostacją SAI Karlsborg w Szwecji oraz przesłano drogą radiową komunikat do Paryża, oznajmiający powstanie niepodległego państwa polskiego. Stacja odgrywała rolę koordynującą dla wojskowych radiostacji polowych. Później zapewniała również obsługę dla Ministerstwa Poczt i Telegrafów, Ministerstwa Spraw Zagranicznych, misji wojskowych i przedstawicielstw dyplomatycznych. Stacja miała nadajnik iskrowy firmy Telefunken o mocy 4 kW i antenę rozpiętą na dwóch 70-metrowych stalowych wieżach.
- 6 stycznia 1919 – Przejęcie stacji w Poznaniu. Stacja prowadziła korespondencję z zagranicą, między innymi zbierając informacje giełdowe i meteorologiczne z Europy. Miała aparaturę identyczną, jak krakowska, a dodatkowo wyposażona była w 5 kW nadajnik iskrowy firmy Lorenz. Wszystkie wymienione radiostacje pracowały na falach długich w systemie simplex, czyli nadawanie i odbiór odbywały się na przemian. Jak wskazuje sama nazwa „stacje radiotelegraficzne”, stacje komunikowały się wyłącznie za pomocą telegrafii (z wykorzystaniem alfabetu Morse’a), nie było przekazywania informacji głosowych. Radiostacje obsługiwane były przez polskich oficerów wojsk łączności, wyszkolonych w armiach państw zaborczych – rosyjskiej, austro-węgierskiej i pruskiej.
- 10 sierpnia 1921 rozpoczęła w Polsce działalność cywilna służba radiokomunikacyjna. W tym dniu władze wojskowe przekazały na potrzeby Ministerstwa Poczt i Telegrafów stację radiotelegraficzną w Poznaniu. W następnym roku MPiT otrzymał od wojska dwie kolejne radiostacje. Pierwsza z nich to stacja w Grudziądzu, zakupiona dla wojska w 1920 przez Komitet Narodowy w Paryżu z francuskich zapasów demobilizacyjnych. Druga, to opisana wyżej stacja w Krakowie, przekazana 20 kwietnia 1922[1].
- 4 października 1923 – Uruchomienie Transatlantyckiej Stacji Radiotelegraficznej na Bemowie (znanej również jako stacja w Babicach), przeznaczonej do korespondencji telegraficznej ze Stanami Zjednoczonymi i odległymi krajami europejskimi. Należała do największych i najnowocześniejszych w świecie. Stacja wyposażona była w dwa alternatory o mocy 200 kW każdy, dostarczone przez amerykańską firmę Radio Corporation of America (RCA). Antena o długości blisko 4 km, rozpięta była na 10 stalowych wieżach o wysokości 127 m każda.
- 1923 – W Warszawie przy ul. Narbutta 29 powstaje Polskie Towarzystwo Radiotechniczne – firma wytwarzająca odbiorniki i podzespoły radiowe. Warto ten adres zapamiętać, bo to stąd popłynie w eter pierwszy polski program radiowy. PTR było w tym czasie nie tylko producentem i sprzedawcą sprzętu, ale czymś w rodzaju instytutu radiotechnicznego promującego tę nową gałąź wiedzy i techniki. Posiadało bogatą bibliotekę fachową i żywe kontakty z europejską awangardą w tej dziedzinie. Z powodu państwowego monopolu na wszelkie formy komunikacji radiowej, produkcja przeznaczona była początkowo wyłącznie dla placówek państwowych i wojskowych. Później PTR uruchomi także radiofoniczna stację nadawczą. Zanim w Polsce pojawiły się pierwsze stacje nadawcze, polscy konstruktorzy budowali już odbiorniki radiowe. Do najbardziej aktywnych należał inż. Stefan Manczarski. Opracowany przez niego tani, jednolampowy odbiornik (65 zł) był później produkowany przez Polskie Zakłady Radiotechniczne w Warszawie.
- 2 czerwca 1924 w Dzienniku Ustaw R.P. ogłoszono ustawę sejmową z dnia 8.04.1924 o poczcie, telegrafie i telefonie[2], obejmującą również radiotelegrafię i radiotelefonię. Na mocy ustawy Minister Przemysłu i Handlu wydaje w dniu 10 października 1924 rozporządzenie wykonawcze, dotyczące warunków udzielania pozwoleń na posiadanie i używanie urządzeń radiotechnicznych (do tej pory używanie odbiorników poza wojskiem i służbami państwowymi było nielegalne). Oprócz tego rozporządzenie ustala opłaty abonamentowe oraz określa warunki produkcji sprzętu radiowego i handlu tym sprzętem. Ustawa ta pozwala osobom fizycznym i prawnym do ubiegania się o koncesję na zakładanie i eksploatację urządzeń radiotelefonicznych. Dokument ma kluczowe znaczenie dla rozwoju radiofonii w Polsce.

## Lata narodzin
- październik 1924 – Stacja fabryczna PTR, mieszcząca się w siedzibie firmy przy ulicy Narbutta 29 rozpoczyna nadawać próby techniczne na fali 380 m. Na próby techniczne składały się audycje muzyczne z płyt oraz krótkie zapowiedzi. Stacja została oficjalnie zarejestrowana jako doświadczalna stacja fabryczna. Ówczesne przepisy dopuszczały, że koncesję na zakładanie i utrzymywanie stacji nadawczej mogą uzyskać również wytwórnie aparatów radiowych do sprawdzania i demonstrowania wyprodukowanych przez siebie urządzeń. Jej zasięg na detektor obejmował teren miasta, a dla odbiorników lampowych wynosił do 200 km. Próby techniczne trwały kilka miesięcy i dostarczały niezwykłych przeżyć tym, którzy szukając w eterze różnych zagranicznych stacji, nagle natrafiali na... polskie słowo! W końcowym okresie prób przyjął się wśród warszawiaków zwyczaj, że ci, którzy usłyszeli próbną stację, dawali znak gasząc i zapalając światła w swoich oknach.
- 1 lutego 1925 – Tego dnia, punktualnie o godzinie 18. zainaugurowano program słowami: „Tu próbna stacja radionadawcza Polskiego Towarzystwa Radiotechnicznego w Warszawie, fala 385 metrów...” Wygłosił je uroczystym tonem dyrektor PTR – inż. Roman Rudniewski(inne języki), po czym zapowiedział, że audycje będą nadawane codziennie od 18.00 do 19.00. Tak też się stało. Stacja rozpoczęła pracę programową. Fakt ten stał się sensacją na miarę krajową. Rolę zapowiadaczki (obecnie: spikerki) pełniła Halina Wilczyńska, pracowniczka PTR. W audycjach brali udział najwybitniejsi wykonawcy; aktorzy, artyści estradowi, muzycy i prelegenci. Występowali zazwyczaj bezpłatnie, zaciekawieni nowym sposobem prezentacji publicznej.
- 1 lutego 1925 – Bolesław Talago wydaje jedno z pierwszych pism poświęconych radiotechnice Radio: dwutygodnik ilustrowany poświęcony radjotechnice. Celem czasopisma było przez spopularyzowanie radjotechniki trafić do najszerszych warstw społeczeństwa, aby rozbudzić wśród niego zamiłowanie do wynalazku, który w dziejach kultury ludzkiej stanowi bez przesady zupełny przewrót.
- 10 lutego 1925 – próbna stacja PTR zaczyna nadawać codzienne komunikaty meteorologiczne Państwowego Instytutu Meteorologii oraz wiadomości Polskiej Agencji Telegraficznej.
- 24 lutego 1925 prasa warszawska rozpoczyna drukowanie programów radiowych pierwszej polskiej stacji nadawczej.
- 18 sierpnia 1925 koncesję na budowę i eksploatację urządzeń radiofonicznych na terenie Rzeczypospolitej otrzymuje Spółka z o.o. „Polskie Radio”, założona z inicjatywy lekarza Zygmunta Chamca i inż. Tadeusza Sułowskiego, związana z koncernem elektryfikacyjnym Siła i Światło. Fakt ten jest dużym zaskoczeniem, spodziewano się koncesji dla mającego już doświadczenie i warunki techniczne PTR.

- 18 kwietnia 1926 o godz. 17 rozpoczęła nadawanie oficjalna stacja nadawcza PR w Warszawie. Pierwszy raz popłynęły w eter słowa dziennikarki Janiny Sztompkówny: „Halo, halo, Polskie Radio Warszawa, fala 480”. Otwarcia dokonał ówczesny premier i minister spraw zagranicznych dr Aleksander Skrzyński, a obecni byli Władysław Grabski i Władysław Raczkiewicz. Na otwarciu przemawiał także prezes zarządu PR inż. Tadeusz Sułowski oraz dyrektor PR dr Zygmunt Chamiec. Z powodu braku własnej stacji nadawczej, Polskie Radio nadawało audycje przy pomocy nadajnika fabrycznego PTR. Datę 18 kwietnia 1926 uznano za oficjalny początek polskiej radiofonii.
- 2 stycznia 1927 Polskie Radio rozpoczyna nadawanie audycji z własnego nadajnika na fali o długości 1115 m (269 kHz). Zbudowany został na Forcie Mokotowskim przy ul. Racławickiej 99. Zastosowano tam nadajnik QD8 o mocy 10 kW, seryjny produkt firmy Marconi Wireless Co.Ltd.(inne języki) Na owe czasy stacja należała pod względem mocy do europejskiej czołówki, nie ustępowała takim stacjom jak Rzym, Wiedeń czy Berlin. Antena o długości 130 m rozpięta była na masztach o wysokości 75 m. Wzniesienie fortu o 10 m ponad poziom terenu dawało efektywną wysokość 85 m, co pozwalało na odbiór detektorowy w odległości 90 km. Liczba abonentów w Polsce wzrosła do prawie 50 tys.

## Rozwój do roku 1939, czyli pierwszy milion

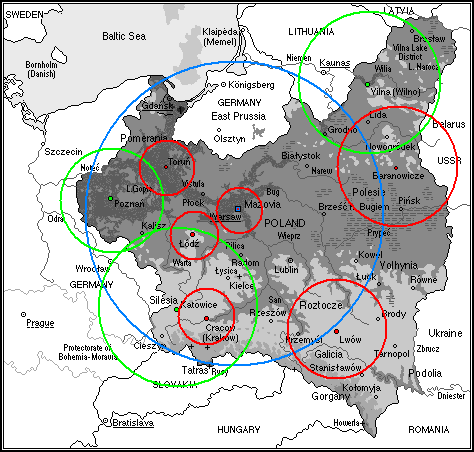
Zasięg rozgłośni Polskiego Radia 31 sierpnia 1939 roku

- 15 lutego 1927 uruchomiono stację nadawczą o mocy 1,8 kW w Krakowie na fali 422 m. Od 1 sierpnia Polskie Radio Kraków nadawało codziennie hejnał z Wieży Mariackiej (początkowo o godz. 18 i 22). Od 1928 hejnał transmitowany był na cały kraj, za pośrednictwem nadajnika w Warszawie.
- 17 kwietnia 1927, w Wielkanoc, Radio Poznańskie przeprowadziło pierwszą polską radiową transmisję mszy[3][4][5]. Uroczystość odbyła się w poznańskiej katedrze na Ostrowie Tumskim[3][5]. Dzień wcześniej, w Wielką Sobotę 16 kwietnia 1927, z tego samego miejsca transmitowano nabożeństwo i procesję rezurekcyjną[3][4][5]. Jak podaje Maciej Szczepaniak w wydanej w 2013 książce Msza fonogeniczna, uznawana w literaturze przedmiotu za pierwszą transmisję mszy audycja z 3 maja 1927 była w rzeczywistości pierwszą mszą retransmitowaną (przez rozgłośnie Polskiego Radia w Poznaniu, Krakowie i Warszawie)[5][3].
- 24 maja 1927 uruchomiono stację nadawczą w Poznaniu o mocy 1,5 kW.
- 4 grudnia 1927 uruchomiono stację nadawczą w Katowicach o mocy 12 kW.
- 15 stycznia 1928 uruchomiono stację nadawczą w Wilnie o mocy 0,8 kW.
- Na początku 1929 Polskie Radio podjęło decyzję o budowie nadajnika wielkiej mocy. Zaciągnięto na ten cel długoterminową pożyczkę w Wielkiej Brytanii w wysokości 10 milionów złotych z terminem spłaty ostatniej raty w 1942. Równocześnie zamówiono w firmie Marconi Wireless Co.Ltd. aparaturę nadawczą o mocy 120 kW. Pozostałe urządzenia wchodzące w skład wyposażenia stacji miały być pochodzenia krajowego. Jako miejsce lokalizacji wybrano Raszyn, gdzie Polskie Radio wykupiło przy szosie Warszawa-Grójec teren o powierzchni 15,5 ha (Maszt radiowy w Raszynie). Stację umiejscowiono poza terenem miasta, by silny sygnał nie zakłócał mieszkańcom stolicy odbioru stacji zagranicznych na odbiornikach lampowych. W tym samym roku rozgłośnia warszawska przeniosła się do nowej siedziby przy ul. Zielnej 25.

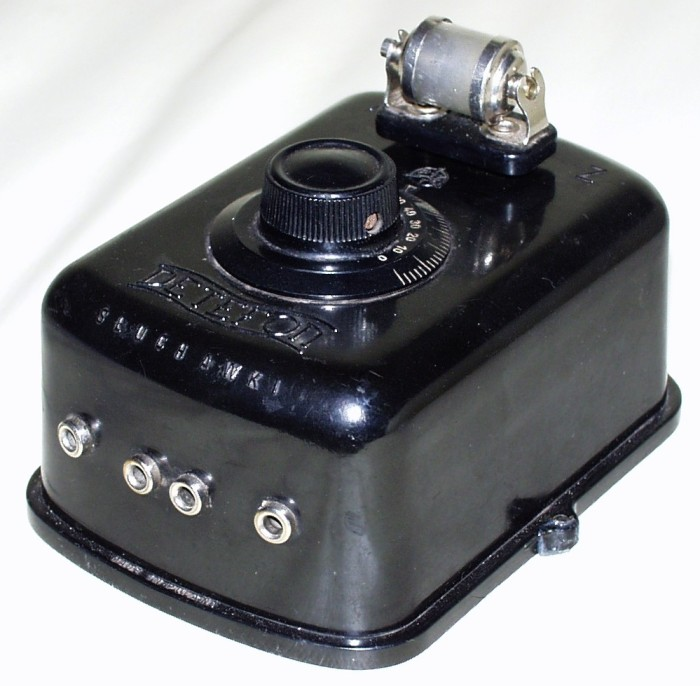
Odbiornik „Detefon” opracowany w 1929

- W 1929 roku w PWŁ rozpoczęła produkcję odbiornika detektorowego „Detefon”. Konstruktorem był inż. Wilhelm Rotkiewicz (pod jego kierownictwem opracowano po wojnie w Dzierżoniowie odbiornik „Pionier”). Jesienią 1930 produkcja ruszyła na masową skalę. W grudniu 1930 rozpoczęła się wielka akcja reklamowa pod hasłem „Cała Polska na Detefon”. Była to jedna z największych akcji radiofonizacyjnych w Europie. Wzór „Detefonu” został zastrzeżony 9 stycznia 1931 w Urzędzie patentowym pod numerem 2198. Odbiornik wraz ze słuchawkami oraz kompletną instalacją antenową kosztował 33 zł. Możliwość zakupu w każdej placówce pocztowej, dogodne warunki ratalne oraz niski abonament miesięczny 1 zł sprawiły, że cieszył się ogromną popularnością. Do wybuchu II wojny światowej wyprodukowano 500 tys. egzemplarzy. Był produkowany również w pierwszych latach powojennych.
- 11 sierpnia 1929 Radio Poznań przeprowadziło pierwszą w Polsce radiową transmisję z meczu piłkarskiego (pomiędzy polską Wartą Poznań a holenderskim Philips Eindhoven)[6][7]. Relację prowadził Ludomir Budziński – wówczas student medycyny, późniejszy czołowy polski sprawozdawca[6][7].
- 15 stycznia 1930 uruchomiono stację nadawczą we Lwowie o mocy 1,5 kW na fali 385,1m.
- 2 lutego 1930 uruchomiono stację nadawczą w Łodzi o mocy 1,5 kW na fali 250 m.

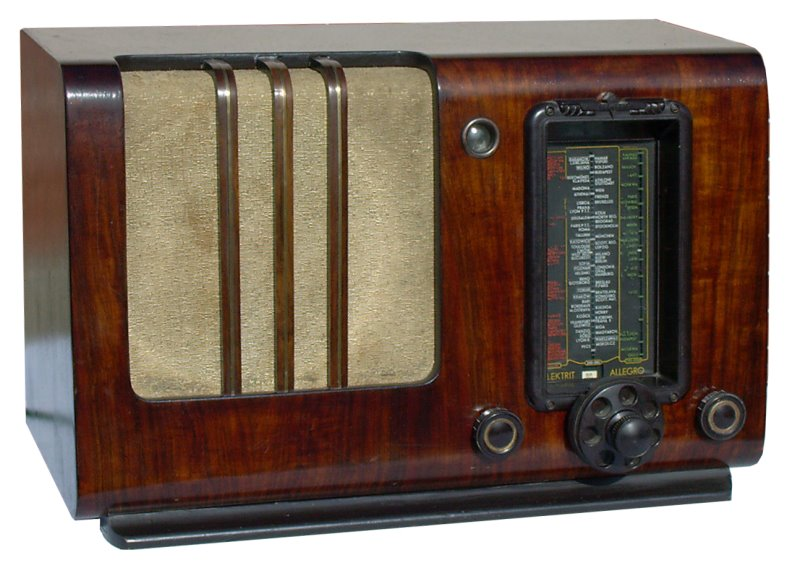
Odbiornik Elektrit Allegro z sezonu 1938/39

- 24 maja 1931 nastąpiło uroczyste otwarcie nowej stacji Warszawa I. Pracowała ona na fali o długości 1339 m (224 kHz). Była najsilniejszą stacją radiofoniczną w Europie. Zasięg Raszyna na detektor wynosił do 300 km, a na odbiornikach lampowych słyszalny był nawet z odległości 4000 km. Antena o długości 280 m zawieszona była na dwóch masztach stalowych o wysokości 200 m każdy. Było to najwyższe umieszczenie anteny radiofonicznej na świecie. Każdy z masztów ważył 90 ton, a podtrzymujące go odciągi 30 ton. Po uruchomieniu stacji w Raszynie dotychczasowy nadajnik PR na Forcie Mokotowskim został przebudowany (m.in. zwiększenie mocy do 15 kW) i przekazany do Poznania.
- 15 stycznia 1935 uruchomiono stację nadawczą w Toruniu o mocy 24 kW.
- 15 stycznia 1935 uruchomiono stację nadawczą Warszawa II o mocy 10 kW.
- 1 lipca 1938 uruchomiono stację nadawczą w Baranowiczach o mocy 50 kW.
- Koniec 1938: liczba abonentów Polskiego Radia przekracza 1 milion.

## II wojna światowa
1940-1944 – w Generalnym Gubernatorstwie Polakom skonfiskowano odbiorniki radiowe, aby w ten sposób uniemożliwić antyniemieckim rozgłośniom radiowym oddziaływanie na ludność polską. Posiadanie odbiornika radiowego i słuchanie audycji radiowych groziło śmiercią lub obozem koncentracyjnym.
- 30 lipca 1944 – nadająca z Moskwy Radiostacja im. Tadeusza Kościuszki od kilku dni nawoływała ludność Warszawy do zbrojnego wystąpienia przeciw Niemcom, przyczyniając się do wybuchu powstania warszawskiego.
- 8 sierpnia 1944 nadano pierwszą audycję Stacji Nadawczej Armii Krajowej „Błyskawica”[9].

## Lata powojenne
- 3 maja 1952 – nadano z Monachium pierwszą audycję Rozgłośni Polskiej Radia Wolna Europa[10].
- 2 stycznia 1976 – uruchomiono Program Czwarty Polskiego Radia.
- 12 kwietnia 1982 (poniedziałek wielkanocny) – W Warszawie nadano pierwszą audycję Radia „Solidarność”[11].
- 15 stycznia 1990 – rozpoczęła nadawanie pierwsza polska prywatna stacja radiowa – Radio Małopolska Fun[12].
- 28 września 1990 – start komercyjnej stacji muzyczno-informacyjnej Radio ZET.
- 27 grudnia 1998[13] – pierwszą audycję nadało Radio NET – pierwsza polska stacja nadająca wyłącznie w Internecie.
- 2005 – uruchomiono pierwszy profesjonalny polski podcast – magazyn komputerowy Trącić myszką (Polskie Radio Szczecin)[14]
- 1 października 2013 – w południe równocześnie w Warszawie i Katowicach rozpoczęła się oficjalna emisja programów Polskiego Radia w systemie DAB+[15].
- 30 stycznia 2015 – została uruchomiona pierwsza całkowicie cyfrowa rozgłośnia regionalna Polskiego Radia, OFF Radio Kraków[16].
- 22 lipca 2023 – w południe śląskie Radio Piekary jako pierwsze w Polsce nadało audycję, którą prowadziła i przygotowała prezenterka stworzona dzięki sztucznej inteligencji[17][18][19].